# De Miekes

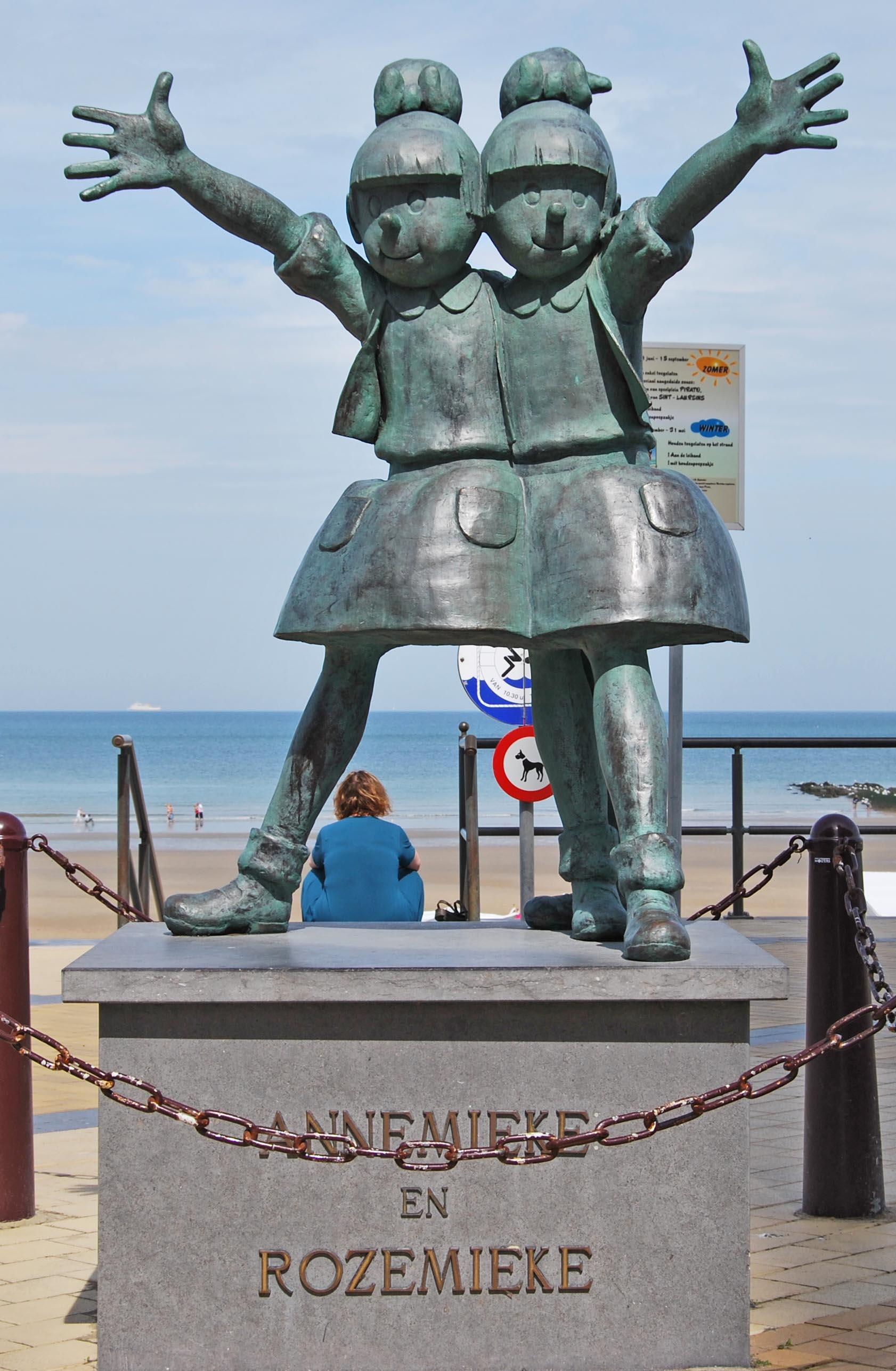
'Annemieke en Rozemieke'-standbeeld op de Zeedijk in Middelkerke

De Miekes ofwel Annemieke en Rozemieke, zijn twee personages uit de Vlaamse  stripreeks Jommeke. Ze zijn ongeveer 13 jaar oud en hebben een aapje, Choco als huisdier.

## Omschrijving
Annemieke en Rozemieke vormen een tweeling en lijken als twee druppels water op elkaar. Het enige verschil aan hen is dat Rozemieke een haartje meer heeft langs haar rechteroor. Wanneer hun naam niet vermeld wordt, is het voor de lezer niet duidelijk wie wie is. Als de meisjes samen aangeduid worden, gebruikt men de naam 'de Miekes', naar hun gelijkluidende naam.
De Miekes komen voor het eerst voor in het tweede album uit de reeks, De zingende aap. Vanaf album 39, Lieve Choco hebben ze in navolging van Jommeke en Filiberke een huisdier, de aap Choco. Choco wordt hun oogappel en bezorgt hen heel wat plezier en avonturen. De Miekes zijn de dochters van Bert en Greet. Ze zijn het evenbeeld van hun moeder. Hun ouders komen pas heel laat voor het eerst in beeld (album 100, Het jubilee), waardoor het er tot dan soms op lijkt dat de Miekes alleen wonen.
De Miekes dragen allebei een gele, wijd opengaande en korte rok, een witte blouse waarvan de mouwen zijn opgerold en daarboven een zwarte gilet. Hun schoenen zijn eveneens geel en ze dragen steeds witte kousen. Hun kapsel is hun opvallendste kenmerk. Hun lange blonde haar wordt gedragen in een paardenstaart met een rood strikje.
De Miekes kunnen heel goed hun mannetje staan en gaan vaak mee op avontuur, hoewel ze vooral in de oudere albums weleens angsthazen durven zijn. In heel wat albums gaan de Miekes niet mee op avontuur omdat ze op reis moeten, aan de grote schoonmaak moeten beginnen of op iemand van de familie moeten letten. Dit gebeurt doorgaans in de albums waarbij de auteur geen al te grote groep in het verhaal wil betrekken.
Hoewel er in sommige albums weleens sprake is van een later huwelijk tussen Annemieke en Jommeke enerzijds en Rozemieke en Filiberke anderzijds, is er tussen de vier kinderen in de albums enkel sprake van vriendschap. Rozemieke heeft wel vaak last van jaloezie als Filiberke eens verliefd wordt op een ander meisje. Tussen de meisjes zelf is er nauwelijks jaloezie of sprake van ruzie.

## Eigen strip
In 2017 werd bekendgemaakt dat de stripreeks Jommeke een spin-off zou krijgen met nevenpersonages in de hoofdrol. De Miekes kregen de hoofdrol in het eerste album. Dat stripalbum Zonnedorp op z’n kop verscheen op 6 september 2017. Het album werd geschreven en getekend door Philippe Delzenne die meewerkt aan Jommeke. Er verschenen geen andere albums meer in de bedoelde spin-offreeks.

## Standbeeld
Sinds 29 juli 2006 staat er in Middelkerke een standbeeld van Annemieke en Rozemieke op de kruising van de Zeedijk en de Sint Theresiastraat. Dit beeld is van de Veurnse kunstenares Monique Mol